# Šlag
Šlag (od njemačkog glagola: schlagen = udarati) je namirnica koja se dobiva tučenjem (miješanjem) slatkog vrhnja. Danas postoji i gotovi šlag, bilo kao zamrznuti ili u obliku spreja u boci. Šlag je slastica koja se može koristiti kao samostalni desert, ali i kao dodatak kavi, raznim voćnim salatama, te za ukrašavanje i pripremu kolača i torti.

## Način pripreme
Slatko vrhnje ima obično od 36 - 45% mliječne masti, koja tučenjem ili miksanjem (uvlačenjem zraka) povećava volumen, jer se zrak veže uz čestice mliječne masti. Šlag se tuče (miksa) električnim ili ručnim mikserom, a može se uz malo truda i običnom vilicom.
Kako bi se dobio lagani šlag što većeg volumena, u okruglu posudu treba uliti ohlađeno vrhnje, pa ga staviti u drugu posudu ispunjenu usitnjenim ledom. Prije tučenja (ili miksanja) treba dodati malo soli kako bi se ubrzala transformaciju vrhnja u šlag, a ako se želi slatki šlag, treba dodati šećer u prahu. Kada šlag dobije željeni volumen, može ga se aromatizirati, dodajući mu vaniliju, cimet u prahu, kavu ili usitnjene pržene bademe, karamel ili neki drugi začin.
Šlag se ne smije predugo tući (miksati) jer bi se tako umjesto šlaga moglo dobiti maslac ili (mlaćenicu).
Šlag se može napraviti i uz pomoć šlag punjača koji ispuštaju dušikov oksid u cilindar te tako vežu zrak uz čestice mliječne masti i povećaju volumen vrhnja (pune se malim jednokratnim metalnih bočicama s dušikovim oksidom). Tako dobiveni šlag ima bolju konzistenciju, ali nije kompaktan i čvrst, kao onaj koji se dobije tučenjem.
Na isti način funkcioniraju i instant šlagovi u spreju.

## Povijest upotrebe šlaga
Šlag, često zaslađen i aromatiziran, postao je popularan u 16. stoljeću, što je poznato iz recepta koje su u spisima onog vremena ostavili Cristoforo di Messisbugo (Ferrara, 1549.) - Libro novo nel qual s'insegna a far d'ogni sorte di vivanda, papin kuhar Bartolomeo Scappi (Rim, 1570.) - Opera di Bartolomeo Scappi M. dell'arte del cucinare, con laquale si può .. i Lancelot de Casteau (Liège, 1604.). Oni su šlag zvali - mliječni snijeg neve di latte, neige de lait. S talijanskih i francuskih dvoraca šlag se kao vrhunska poslastica proširio čitavom Europom i svijetom do početka 19. stoljeća, zbog čega su ga vjerojatno i nazivali crème Chantilly ili crème à la Chantilly (od francuskog: château = dvorac).

## Vanjske poveznice
- O Šlagu na portalu Coolinarika